# Delia quadrilateralis
Delia quadrilateralis är en tvåvingeart som beskrevs av Fan och Zhong 1982. Delia quadrilateralis ingår i släktet Delia och familjen blomsterflugor. Inga underarter finns listade i Catalogue of Life.